# كوبا أمريكا المئوية
كوبا أمريكا المئوية أو كوبا أمريكا سنتيناريو (بالإسبانية: Copa América Centenario)‏ هيَ بُطولة كُرة قدم رسمية للرجال نُظمت في الولايات المتحدة الأمريكية في الفترة ما بين 3 إلى 26 يونيو 2016، وَتُعدّ البطولة احتفالاً بمناسبة الذكرى المئوية لبطولة كوبا أمريكا وكانت النسخة الأولى من كوبا أمريكا التي تَجرى أحداثها خارج أمريكا الجنوبية.

## التخطيط
في فبراير 2012، أعلن ألفريدو هاويت رئيس الكونكاكاف بالإنابة عن أن المسابقة من المتوقع أن تتم في عام 2016، وذلك احتفالاً بالذكرى المئوية لكونميبول.
لويس تشيروبوغا رئيس الاتحاد الإكوادوري لكرة القدم ذكر بأن الولايات المتحدة والمكسيك هما مستضيفين محتملين لإحدى مراحل البطولة على الأقل. وقال رئيس الكونميبول نيكولا ليوز «المكسيك لديها بدون شك إمكانية [لاستضافة المنافسات]. نأمل أن نتمكن من تنظيم حدث كبير، لأن لدينا 100 سنة ونحن نريد احتفالاً كبيراً». ولكن هاويت فضل أن تكون استضافة البطولة في الولايات المتحدة لأسباب مالية مشيراً إلى أن «السوق والملاعب والناس، كل هذه الأشياء في الولايات المتحدة. الدراسة التي حققناها [تبين] أن كل شيء موجود في الولايات المتحدة.»
قام الكونميبول بالتعليق رسمياً على المسابقة في يوليو 2012، وذكر رئيس الكونكاكاف جيفري ويب أنه ينبغي القيام بعمل الكثير لتنظيمها.
تم الإعلان عن البطولة من قبل الكونميبول في 24 أكتوبر 2012. وفي 26 أكتوبر ذكر الكونكاكاف أن إعلان الكونميبول سابق لأوانه وأن المحادثات لا تزال جارية.
تم الإعلان رسمياً بأن الدولة المستضيفة هي الولايات المتحدة الأمريكية بتاريخ 1 مايو 2014.

## الكأس

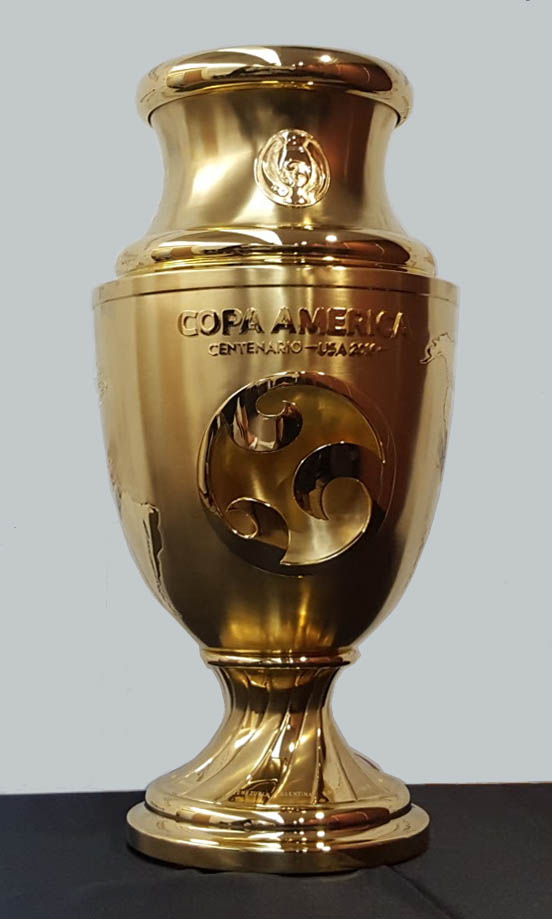
كأس كوبا أمريكا سنتيناريو والتي تم تصميمها حصراً لهذه البطولة

كان من المفترض إنشاء كأس جديدة للبطولة وكشفها في 4 يوليو 2015 في نهائي كوبا أمريكا 2015. لكن لم يتم الكشف عن أي كأس وسط فضيحة الفساد في الفيفا، ومع ذلك، أعلن الكونميبول أنه في 28 أبريل 2016 ستتم إقامة عرض للكأس في العاصمة الكولومبية بوغوتا.
في 28 أبريل 2016، أوضح موقع كوبا أمريكا أن الكأس الجديدة هي في الواقع تذكارية، وستُمنح فقط للبلد الفائز ليحتفظ به، بينما سيستمر منح الكأس الفضية الأصلية لكل فائز بالبطولة (بما في ذلك الفائز بنسخة 2016). تحتفظ كأس المئوية بنفس شكل الجرة اليونانية للكأس الأصلية، لكنها مطلية بالذهب غير اللامع. يتزين الجزء الأمامي من الكأس بصورة بارزة (وبالنسبة لبعض أجزاء الشعار، محفورة) لشعار واسم بطولة كوبا أمريكا سنتيناريو. وعلى كل جانب توجد صور بارزة وملمعة لقارتي أمريكا الشمالية والجنوبية متصلتين، إحياءً لأول كوبا أمريكا أقيمت خارج أمريكا الجنوبية.
بدلاً من القاعدة الخشبية التقليدية التي تحمل أسماء جميع الفائزين السابقين، تحتوي قاعدة كأس المئوية التذكارية على 16 منطقة محفور فيها أسماء جميع الدول الست عشرة المشاركة. ومن بين التفاصيل الأخرى: شعارات كل من الكونميبول والكونكاكاف (الاتحادان اللذان يضمان ممثلين في البطولة)، والسنوات "1916–2016" (إحياءً لذكرى 100 عام على تأسيس الكونميبول وكوبا أمريكا)، وعبارات "La Copa del Siglo" ("كأس القرن") و"Uniting the Americas" ("توحيد الأمريكيتين").

## مراسم الافتتاح
أقيم حفل افتتاح البطولة في ملعب ليفاي في مدينة سانتا كلارا الواقعة في ولاية كاليفورنيا وشمل الحفل عرض موسيقي للمغني الكولومبي خوسيه بالفن والأمريكي جيسون ديرولو والفرقة الكندية ماجيك!.

## الملاعب المستضيفة
| سياتل                                  | شيكاغو | فوكسبوروه (منطقة بوسطن)                                                                                             | شرق راذرفورد (منطقة نيويورك) |
| -------------------------------------- | --- | --- | ---------------------------- |
| ملعب سينتريلينك فيلد                   | ملعب سولدر فيلد | ملعب جيليت | ملعب ميتلايف                 |
| السعة: 67,000                          | السعة: 63,500 | السعة: 68,756 | السعة: 82,566                |
|                                        | | |                              |
| سانتا كلارا (منطقة خليج سان فرانسيسكو) | باسادينا غلانديل أورلاندو هيوستن سياتل شيكاغو سانتا كلارا فيلادلفيا شرق راذرفورد فوكسبوروهكوبا أمريكا المئوية (USA) | باسادينا غلانديل أورلاندو هيوستن سياتل شيكاغو سانتا كلارا فيلادلفيا شرق راذرفورد فوكسبوروهكوبا أمريكا المئوية (USA) | فيلادلفيا                    |
| ملعب ليفاي                             | باسادينا غلانديل أورلاندو هيوستن سياتل شيكاغو سانتا كلارا فيلادلفيا شرق راذرفورد فوكسبوروهكوبا أمريكا المئوية (USA) | باسادينا غلانديل أورلاندو هيوستن سياتل شيكاغو سانتا كلارا فيلادلفيا شرق راذرفورد فوكسبوروهكوبا أمريكا المئوية (USA) | ملعب لينكون فاينانشال فيلد   |
| السعة: 68,500                          | باسادينا غلانديل أورلاندو هيوستن سياتل شيكاغو سانتا كلارا فيلادلفيا شرق راذرفورد فوكسبوروهكوبا أمريكا المئوية (USA) | باسادينا غلانديل أورلاندو هيوستن سياتل شيكاغو سانتا كلارا فيلادلفيا شرق راذرفورد فوكسبوروهكوبا أمريكا المئوية (USA) | السعة: 69,176                |
|                                        | باسادينا غلانديل أورلاندو هيوستن سياتل شيكاغو سانتا كلارا فيلادلفيا شرق راذرفورد فوكسبوروهكوبا أمريكا المئوية (USA) | باسادينا غلانديل أورلاندو هيوستن سياتل شيكاغو سانتا كلارا فيلادلفيا شرق راذرفورد فوكسبوروهكوبا أمريكا المئوية (USA) |                              |
| باسادينا (منطقة لوس أنجلوس)            | غلانديل (منطقة فينيكس)                                                                                              | هيوستن | أورلاندو                     |
| ملعب روز بول                           | ملعب جامعة فينيكس                                                                                                   | ملعب ريلاينت | ملعب فلوريدا سيتريوس باول    |
| السعة: 92,542                          | السعة: 63,400 | السعة: 71,795 | السعة: 60,219                |
|                                        | | |                              |

## المنتخبات المشاركة
يتوقع أن يشارك جميع الأعضاء العشرة من أمريكا الجنوبية إلى جانب منتخبات من قارة أمريكا الشمالية. اقترح ليوز أن تشارك جميع منتخبات الكونميبول العشرة إلى جانب ستة منتخبات من اتحاد الكونكاكاف.
| الكونميبول (10 فرق) | الكونكاكاف (6 فرق) |
| --- | --- |
| - الأرجنتين - الإكوادور - الأوروغواي - باراغواي - البرازيل - بوليفيا - بيرو - تشيلي (حامل لقب كوبا أمريكا 2015) - كولومبيا - فنزويلا | - جامايكا (بطل كأس الكاريبي 2014) - كوستاريكا (بطل كوبا سنترو أمريكانا 2014) - المكسيك (متأهل تلقائيًا) - الولايات المتحدة (المستضيف والمتأهل تلقائيًا) - بنما (الفائز بالتصفيات المؤهلة لكوبا أمريكا المئوية) - هايتي (الفائز بالتصفيات المؤهلة لكوبا أمريكا المئوية) |

## مرحلة المجموعات
جميع الأوقات حسب المنطقة الزمنية الشرقية للولايات المتحدة (ت ع م−4). يصعد أفضل فريقين من كل مجموعة إلى ربع النهائي.

### المجموعة أ
| م | الفريق               | لعب | ف | ت | خ | أ.له | أ.ع | أ.ف | نقاط | التأهل                      |
| - | -------------------- | --- | - | - | - | ---- | --- | --- | ---- | --------------------------- |
| 1 | الولايات المتحدة (H) | 3   | 2 | 0 | 1 | 5    | 2   | +3  | 6    | يصعد إلى مرحلة خروج المغلوب |
| 2 | كولومبيا             | 3   | 2 | 0 | 1 | 6    | 4   | +2  | 6    | يصعد إلى مرحلة خروج المغلوب |
| 3 | كوستاريكا            | 3   | 1 | 1 | 1 | 3    | 6   | −3  | 4    |                             |
| 4 | باراغواي             | 3   | 0 | 1 | 2 | 1    | 3   | −2  | 1    |                             |

| الولايات المتحدة | 0–2                               | كولومبيا                            |
| ---------------- | --------------------------------- | ----------------------------------- |
|                  | تقرير (كونميبول) تقرير (كونكاكاف) | ك. زاباتا 8' · رودريغيز 42' (ركلة.) |

| كوستاريكا | 0–0                               | باراغواي |
| --------- | --------------------------------- | -------- |
|           | تقرير (كونميبول) تقرير (كونكاكاف) |          |

| الولايات المتحدة                                  | 4–0                               | كوستاريكا |
| ------------------------------------------------- | --------------------------------- | --------- |
| ديمبسي 9' (ركلة.) · جونز 37' · وود 42' · زوسي 87' | تقرير (كونميبول) تقرير (كونكاكاف) |           |

| كولومبيا                | 2–1                               | باراغواي  |
| ----------------------- | --------------------------------- | --------- |
| باكا 12' · رودريغيز 30' | تقرير (كونميبول) تقرير (كونكاكاف) | أيالا 71' |

| الولايات المتحدة | 1–0                               | باراغواي |
| ---------------- | --------------------------------- | -------- |
| ديمبسي 27'       | تقرير (كونميبول) تقرير (كونكاكاف) |          |

| كولومبيا              | 2–3                               | كوستاريكا                                  |
| --------------------- | --------------------------------- | ------------------------------------------ |
| فابرا 6' · مورينو 73' | تقرير (كونميبول) تقرير (كونكاكاف) | فينيغاس 2' · فابرا 34' (ه.ذ.) · بورخيس 58' |

### المجموعة ب
| م | الفريق    | لعب | ف | ت | خ | أ.له | أ.ع | أ.ف | نقاط | التأهل                        |
| - | --------- | --- | - | - | - | ---- | --- | --- | ---- | ----------------------------- |
| 1 | بيرو      | 3   | 2 | 1 | 0 | 4    | 2   | +2  | 7    | الصعود إلى مرحلة خروج المغلوب |
| 2 | الإكوادور | 3   | 1 | 2 | 0 | 6    | 2   | +4  | 5    | الصعود إلى مرحلة خروج المغلوب |
| 3 | البرازيل  | 3   | 1 | 1 | 1 | 7    | 2   | +5  | 4    |                               |
| 4 | هايتي     | 3   | 0 | 0 | 3 | 1    | 12  | −11 | 0    |                               |

| هايتي | 0–1                               | بيرو       |
| ----- | --------------------------------- | ---------- |
|       | تقرير (كونميبول) تقرير (كونكاكاف) | غيريرو 61' |

| البرازيل | 0–0                               | الإكوادور |
| -------- | --------------------------------- | --------- |
|          | تقرير (كونميبول) تقرير (كونكاكاف) |           |

| البرازيل                                                                         | 7–1                               | هايتي       |
| -------------------------------------------------------------------------------- | --------------------------------- | ----------- |
| كوتينيو 14'، 29'، 90+2' · ريناتو أوغوستو 35'، 86' · غابرييل 59' · لوكاس ليما 67' | تقرير (كونميبول) تقرير (كونكاكاف) | مارسلين 70' |

| الإكوادور                     | 2–2                               | بيرو                  |
| ----------------------------- | --------------------------------- | --------------------- |
| إ. فالنسيا 39' · بولانيوس 49' | تقرير (كونميبول) تقرير (كونكاكاف) | كويفا 5' · فلوريس 13' |

| الإكوادور                                                  | 4–0                               | هايتي |
| ---------------------------------------------------------- | --------------------------------- | ----- |
| إ. فالنسيا 11' · خ. أيوفي 20' · نوبوا 57' · أ. فالنسيا 78' | تقرير (كونميبول) تقرير (كونكاكاف) |       |

| البرازيل | 0–1                               | بيرو        |
| -------- | --------------------------------- | ----------- |
|          | تقرير (كونميبول) تقرير (كونكاكاف) | رويدياز 75' |

### المجموعة ج
| م | الفريق     | لعب | ف | ت | خ | أ.له | أ.ع | أ.ف | نقاط | التأهل                      |
| - | ---------- | --- | - | - | - | ---- | --- | --- | ---- | --------------------------- |
| 1 | المكسيك    | 3   | 2 | 1 | 0 | 6    | 2   | +4  | 7    | يصعد إلى مرحلة خروج المغلوب |
| 2 | فنزويلا    | 3   | 2 | 1 | 0 | 3    | 1   | +2  | 7    | يصعد إلى مرحلة خروج المغلوب |
| 3 | الأوروغواي | 3   | 1 | 0 | 2 | 4    | 4   | 0   | 3    |                             |
| 4 | جامايكا    | 3   | 0 | 0 | 3 | 0    | 6   | −6  | 0    |                             |

| جامايكا | 0–1                               | فنزويلا      |
| ------- | --------------------------------- | ------------ |
|         | تقرير (كونميبول) تقرير (كونكاكاف) | مارتينيز 15' |

| المكسيك                                         | 3–1                               | الأوروغواي |
| ----------------------------------------------- | --------------------------------- | ---------- |
| أ. بيريرا 4' (ه.ذ.) · ماركيز 85' · هيريرا 2+90' | تقرير (كونميبول) تقرير (كونكاكاف) | غودين 74'  |

| الأوروغواي | 0–1                               | فنزويلا    |
| ---------- | --------------------------------- | ---------- |
|            | تقرير (كونميبول) تقرير (كونكاكاف) | روندون 36' |

| المكسيك                     | 2–0                               | جامايكا |
| --------------------------- | --------------------------------- | ------- |
| هيرنانديز 18' · بيرالتا 81' | تقرير (كونميبول) تقرير (كونكاكاف) |         |

| المكسيك    | 1–1                               | فنزويلا      |
| ---------- | --------------------------------- | ------------ |
| كورونا 80' | تقرير (كونميبول) تقرير (كونكاكاف) | فيلازكيز 10' |

| الأوروغواي                                   | 3–0                               | جامايكا |
| -------------------------------------------- | --------------------------------- | ------- |
| هرناندز 21' · واتسون 66' (ه.ذ.) · كوروخو 88' | تقرير (كونميبول) تقرير (كونكاكاف) |         |

### المجموعة د
| م | الفريق    | لعب | ف | ت | خ | أ.له | أ.ع | أ.ف | نقاط | التأهل                      |
| - | --------- | --- | - | - | - | ---- | --- | --- | ---- | --------------------------- |
| 1 | الأرجنتين | 3   | 3 | 0 | 0 | 10   | 1   | +9  | 9    | يصعد إلى مرحلة خروج المغلوب |
| 2 | تشيلي     | 3   | 2 | 0 | 1 | 7    | 5   | +2  | 6    | يصعد إلى مرحلة خروج المغلوب |
| 3 | بنما      | 3   | 1 | 0 | 2 | 4    | 10  | −6  | 3    |                             |
| 4 | بوليفيا   | 3   | 0 | 0 | 3 | 2    | 7   | −5  | 0    |                             |

| بنما           | 2–1                               | بوليفيا  |
| -------------- | --------------------------------- | -------- |
| بيريز 11'، 87' | تقرير (كونميبول) تقرير (كونكاكاف) | أركي 54' |

| الأرجنتين                 | 2–1                               | تشيلي            |
| ------------------------- | --------------------------------- | ---------------- |
| دي ماريا 51' · بانيغا 59' | تقرير (كونميبول) تقرير (كونكاكاف) | فوينزاليدا 3+90' |

| تشيلي            | 2–1                               | بوليفيا    |
| ---------------- | --------------------------------- | ---------- |
| فيدال 46'، 1+90' | تقرير (كونميبول) تقرير (كونكاكاف) | كامبوس 61' |

| الأرجنتين                                     | 5–0                               | بنما |
| --------------------------------------------- | --------------------------------- | ---- |
| أوتامندي 7' · ميسي 68'، 78'، 87' · أغويرو 90' | تقرير (كونميبول) تقرير (كونكاكاف) |      |

| تشيلي                             | 4–2                               | بنما                   |
| --------------------------------- | --------------------------------- | ---------------------- |
| فارغاس 15'، 43' · سانشيز 50'، 89' | تقرير (كونميبول) تقرير (كونكاكاف) | كامارغو 5' · أرويو 75' |

| الأرجنتين                             | 3–0                               | بوليفيا |
| ------------------------------------- | --------------------------------- | ------- |
| لاميلا 13' · لافيتزي 15' · كويستا 32' | تقرير (كونميبول) تقرير (كونكاكاف) |         |

## مرحلة خروج المغلوب
في ربع النهائي ونصف النهائي والمباراة المحددة لصاحب المركز الثالث ستحسم ركلات الجزاء الترجيحية المباراة في حال انتهاء وقتها الأصلي (90 دقيقة) بالتعادل. أما في النهائي فإن المباراة ستنتقل إلى وقت إضافي (30 دقيقة) في حال انتهى الوقت الأصلي بالتعادل، ثم إلى ركلات الجزاء الترجيحية في حال استمرار التعادل بعد الوقت الإضافي.

### الرسم البياني
|  | ربع النهائي             | ربع النهائي       |                         |          | نصف النهائي      | نصف النهائي   |  |  | النهائي            | النهائي |
|  |                         |                   |                         |          |                  |               |  |  |                    |         |
|  | 16 يونيو – سياتل        |                   |                         |          |                  |               |  |  |                    |         |
|  |                         |                   |                         |          |                  |               |  |  |                    |         |
|  | الولايات المتحدة        | 2                 |                         |          |                  |               |  |  |                    |         |
|  | الولايات المتحدة        | 2                 | 21 يونيو – هيوستن       |          |                  |               |  |  |                    |         |
|  | الإكوادور               | 1                 |                         |          |                  |               |  |  |                    |         |
|  | الإكوادور               | 1                 | الولايات المتحدة        | 0        |                  |               |  |  |                    |         |
|  | 18 يونيو – فوكسبوروه    |                   | الولايات المتحدة        | 0        |                  |               |  |  |                    |         |
|  |                         | الأرجنتين         | 4                       |          |                  |               |  |  |                    |         |
|  | الأرجنتين               | الأرجنتين         | 4                       | 4        |                  |               |  |  |                    |         |
|  | الأرجنتين               |                   | 26 يونيو – شرق راذرفورد | 4        |                  |               |  |  |                    |         |
|  | فنزويلا                 | 1                 |                         |          |                  |               |  |  |                    |         |
|  | فنزويلا                 | 1                 | الأرجنتين               | 0 (2)    |                  |               |  |  |                    |         |
|  | 17 يونيو – شرق راذرفورد |                   | الأرجنتين               | 0 (2)    |                  |               |  |  |                    |         |
|  |                         | تشيلي (ج.)        | 0 (4)                   |          |                  |               |  |  |                    |         |
|  | بيرو                    | تشيلي (ج.)        | 0 (4)                   | 0 (2)    |                  |               |  |  |                    |         |
|  | بيرو                    | 22 يونيو – شيكاغو |                         | 0 (2)    |                  |               |  |  |                    |         |
|  | كولومبيا (ج.)           | 0 (4)             |                         |          |                  |               |  |  |                    |         |
|  | كولومبيا (ج.)           | 0 (4)             | كولومبيا                | 0        | المركز الثالث    | المركز الثالث |  |  |                    |         |
|  | 18 يونيو – سانتا كلارا  |                   | كولومبيا                | 0        | المركز الثالث    | المركز الثالث |  |  |                    |         |
|  |                         | تشيلي             | 2                       |          |                  |               |  |  |                    |         |
|  | المكسيك                 | تشيلي             | 2                       | 0        | الولايات المتحدة | 0             |  |  |                    |         |
|  | المكسيك                 |                   |                         | 0        | الولايات المتحدة | 0             |  |  |                    |         |
|  | تشيلي                   | 7                 |                         | كولومبيا | 1                |               |  |  |                    |         |
|  | تشيلي                   | 7                 |                         |          | 1                |               |  |  |                    |         |
|  |                         |                   |                         |          |                  |               |  |  | 25 يونيو – غلانديل |         |
|  |                         |                   |                         |          |                  |               |  |  |                    |         |

### ربع النهائي
| الولايات المتحدة        | 2–1                                 | الإكوادور |
| ----------------------- | ----------------------------------- | --------- |
| ديمبسي 22' · زارديس 65' | تقرير (كونميبول) تقرير (الكونكاكاف) | أرويو 74' |

| بيرو                             | 0–0                                 | كولومبيا                             |
| -------------------------------- | ----------------------------------- | ------------------------------------ |
|                                  | تقرير (كونميبول) تقرير (الكونكاكاف) |                                      |
| ركلات الترجيح                    |                                     |                                      |
| رويدياز · تابيا · تراوكو · كويفا | 2–4                                 | رودريغيز · كوادرادو · مورينو · بيريز |

| الأرجنتين                               | 4–1                                 | فنزويلا    |
| --------------------------------------- | ----------------------------------- | ---------- |
| هيغواين 8'، 28' · ميسي 60' · لاميلا 71' | تقرير (كونميبول) تقرير (الكونكاكاف) | روندون 70' |

| المكسيك | 0–7                               | تشيلي                                                  |
| ------- | --------------------------------- | ------------------------------------------------------ |
|         | تقرير (كونميبول) تقرير (كونكاكاف) | بوتش 16'، 87' · فارغاس 44'، 52'، 57'، 74' · سانشيز 49' |

### نصف النهائي
| الولايات المتحدة | 0–4                               | الأرجنتين                               |
| ---------------- | --------------------------------- | --------------------------------------- |
|                  | تقرير (كونميبول) تقرير (كونكاكاف) | لافيتزي 3' · ميسي 32' · هيغوين 50'، 86' |

| كولومبيا | 0–2                               | تشيلي                        |
| -------- | --------------------------------- | ---------------------------- |
|          | تقرير (كونميبول) تقرير (كونكاكاف) | أرانغويز 7' · فوينزاليدا 32' |

### مباراة المركز الثالث
| الولايات المتحدة | 0–1                               | كولومبيا |
| ---------------- | --------------------------------- | -------- |
|                  | تقرير (كونميبول) تقرير (كونكاكاف) | باكا 31' |

### النهائي
| الأرجنتين                         | 0–0 (ب.و.إ.)                      | تشيلي                                       |
| --------------------------------- | --------------------------------- | ------------------------------------------- |
|                                   | تقرير (كونميبول) تقرير (كونكاكاف) |                                             |
| ركلات الترجيح                     |                                   |                                             |
| ميسي · ماسكيرانو · أغويرو · بيليا | 2–4                               | فيدال · كاستيو · أرانغويز · بوسيجور · سيلفا |

| بطل كوبا أمريكا المئوية |
| ----------------------- |
| · تشيلي · للمرة الثانية |

## الإحصائيات

### ترتيب الهدافين
6 أهداف
- إدواردو فارغاس

5 أهداف
- ليونيل ميسي

4 أهداف
- غونزالو هيغواين

3 أهداف
- فيليبي كوتينيو
- كلينت ديمبسي
- أليكسيس سانشيز

هدفان
- إزيكييل لافيتزي
- إريك لاميلا
- ريناتو أوغوستو
- خوسيه بيدرو فوينزاليدا
- إدسون بوتش
- أرتورو فيدال
- كارلوس باكا
- خاميس رودريغيز
- بلاس بيريز

هدف واحد
- سيرخيو أغويرو
- فيكتور كويستا
- نيكولاس أوتامندي
- أنخيل دي ماريا
- إيفر بانيغا
- خوان كارلوس أركي
- خاسماني كامبوس
- غابرييل
- لوكاس ليما
- كريستيان زاباتا
- فرانك فابرا
- مارلوس مورينو
- جوهان فينيغاس
- سيلسو بورخيس
- ميلر بولانيوس
- إينر فالنسيا
- مايكل أرويو
- جيمس مارسلين
- خيسوس كورونا
- خافيير هيرنانديز
- هكتور هيريرا
- رافاييل ماركيز
- أوريبي بيرالتا
- ميغيل كامارغو
- أبديل أرويو
- فيكتور أيالا
- راؤول رويدياز
- كريستيان كويفا
- إديسون فلوريس
- باولو غيريرو
- جيرمين جونز
- بوبي وود
- غراهام زوسي
- جياسي زارديس
- ماتياس كوروخو
- دييغو غودين
- أبل هرناندز
- جوزيف مارتينيز
- خوسيه سالومون روندون
- خوسيه مانويل فيلازكيز

أهداف ذاتية

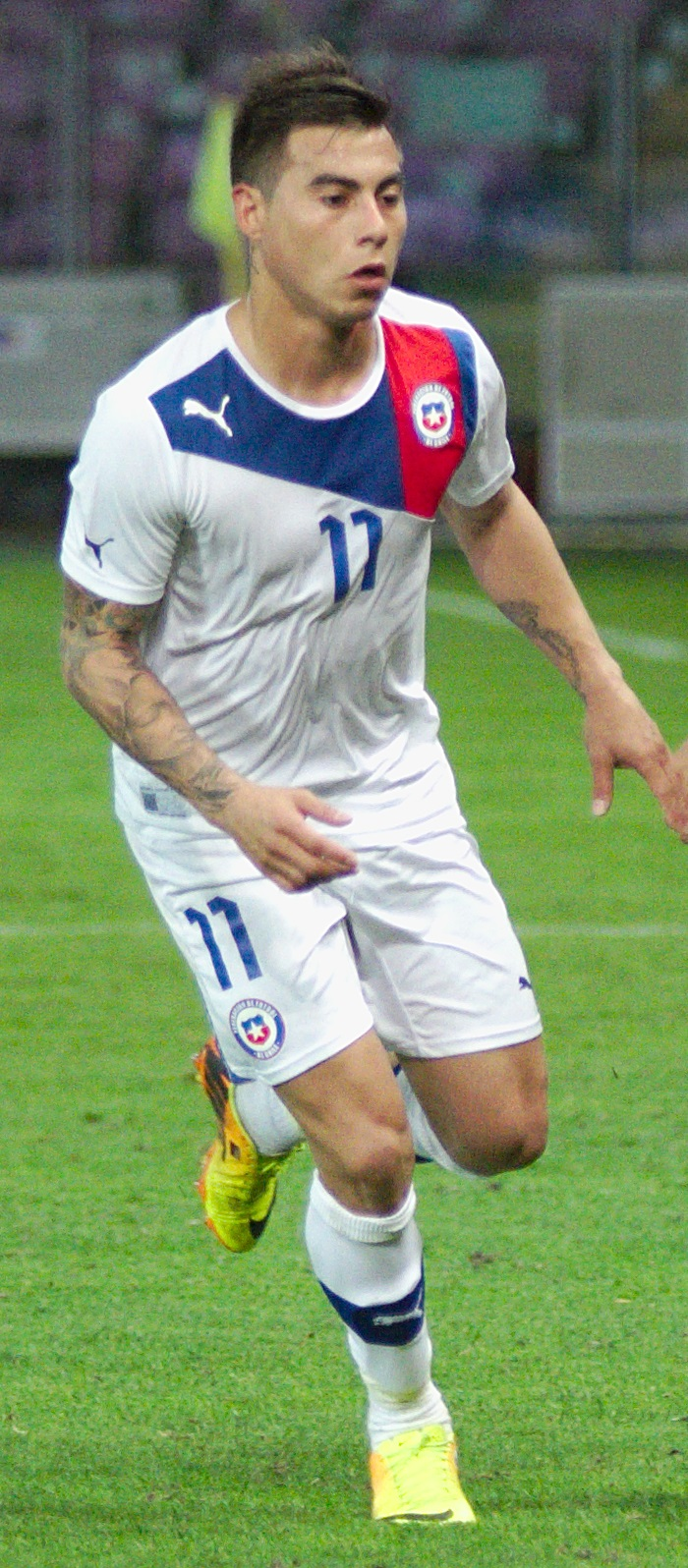
إدواردو فارغاس هداف البطولة

- فرانك فابرا (لعب ضد كوستاريكا)
- جي-فون واتسون (لعب ضد الأوروغواي)
- ألفارو بيريرا (لعب ضد المكسيك)

### ترتيب فرق المسابقة
حسب الاتفاقية الإحصائية في كرة القدم، فإن المباريات التي تحسم في الوقت الإضافي يتم احتسابها كانتصارات وهزائم، بينما المباريات التي تحسم عن طريق ركات الجزاء الترجيحية تحسب كتعادلات.
| م  | الفريق               | لعب | ف | ت | خ | أ.له | أ.ع | أ.ف | نقاط | النتيجة النهائية        |
| -- | -------------------- | --- | - | - | - | ---- | --- | --- | ---- | ----------------------- |
| 1  | تشيلي                | 6   | 4 | 1 | 1 | 16   | 5   | +11 | 13   | البطل                   |
| 2  | الأرجنتين            | 6   | 5 | 1 | 0 | 18   | 2   | +16 | 16   | الوصيف                  |
| 3  | كولومبيا             | 5   | 3 | 1 | 1 | 7    | 4   | +3  | 10   | المركز الثالث           |
| 4  | الولايات المتحدة (H) | 5   | 3 | 0 | 2 | 7    | 4   | +3  | 9    | المركز الرابع           |
| 5  | بيرو                 | 4   | 2 | 2 | 0 | 4    | 2   | +2  | 8    | أقصي في ربع النهائي     |
| 6  | فنزويلا              | 4   | 2 | 1 | 1 | 4    | 5   | −1  | 7    | أقصي في ربع النهائي     |
| 7  | المكسيك              | 4   | 2 | 1 | 1 | 6    | 9   | −3  | 7    | أقصي في ربع النهائي     |
| 8  | الإكوادور            | 4   | 1 | 2 | 1 | 7    | 4   | +3  | 5    | أقصي في ربع النهائي     |
| 9  | البرازيل             | 3   | 1 | 1 | 1 | 7    | 2   | +5  | 4    | أقصي في مرحلة المجموعات |
| 10 | كوستاريكا            | 3   | 1 | 1 | 1 | 3    | 6   | −3  | 4    | أقصي في مرحلة المجموعات |
| 11 | الأوروغواي           | 3   | 1 | 0 | 2 | 4    | 4   | 0   | 3    | أقصي في مرحلة المجموعات |
| 12 | بنما                 | 3   | 1 | 0 | 2 | 4    | 10  | −6  | 3    | أقصي في مرحلة المجموعات |
| 13 | باراغواي             | 3   | 0 | 1 | 2 | 1    | 3   | −2  | 1    | أقصي في مرحلة المجموعات |
| 14 | بوليفيا              | 3   | 0 | 0 | 3 | 2    | 7   | −5  | 0    | أقصي في مرحلة المجموعات |
| 15 | جامايكا              | 3   | 0 | 0 | 3 | 0    | 6   | −6  | 0    | أقصي في مرحلة المجموعات |
| 16 | هايتي                | 3   | 0 | 0 | 3 | 1    | 12  | −11 | 0    | أقصي في مرحلة المجموعات |

## التسويق
| الرعاة | |
| --- | --- |
| \| - آنهايزر-بوش إنبف - كوكا كولا - خطوط دلتا الجوية - فورد - ماكيتا - ماستركارد - نايكي - توتال \| - بروكتر وغامبل (كريست، جيليت، هيد آند شولدرز، أولد سبايس، أورال بي) - صناعات بي بي جي - سامسونج - سكوتيابنك - ستيت فارم للتأمين - شركة سبرنت - تاغ هوير \| | |
| - آنهايزر-بوش إنبف - كوكا كولا - خطوط دلتا الجوية - فورد - ماكيتا - ماستركارد - نايكي - توتال | - بروكتر وغامبل (كريست، جيليت، هيد آند شولدرز، أولد سبايس، أورال بي) - صناعات بي بي جي - سامسونج - سكوتيابنك - ستيت فارم للتأمين - شركة سبرنت - تاغ هوير |

## احتفال جوجل

احتِفال جوجل بالذكرى المِئوية لبطولة كوبا أمريكا

في 3 يونيو 2016 احتَفل مُحرك البَحث جوجل بالذِكرى المئوية لِبطولة كوبا أمريكا.

## وصلات خارجية
- كونكاكاف – الموقع الرسمي
- كونميبول – الموقع الرسمي